# Miquel Utrillo
Ne doit pas être confondu avec Maurice Utrillo.
Miquel Utrillo i Morlius (1862-1934) est un ingénieur, peintre, décorateur et critique d'art espagnol.
D'origine catalane, il est proche à ses débuts du modernisme catalan.

## Biographie

### Enfance et formation
Il est le fils de l'avocat Miquel Utrillo i Riu, originaire de Tremp, un libéral-républicain qui vécut en exil en France de 1867 à 1880, et de Ramona Morlius i Borràs, née à Lleida. Recevant une éducation bilingue, le jeune Miquel suit ses parents, d'abord en Provence puis à Paris, durant les années d'exil. Alors qu'il s'adonne déjà au dessin, il poursuit ses études secondaires, d'abord à Avignon, puis, d'ingénieur, à l'Institut national agronomique de Paris (1880-1882). Étudiant, il découvre alors le milieu artistique autour de Montmartre. Il effectue une série de voyages en Belgique et en Allemagne entre 1884 et 1886. De retour en Espagne en 1885, passionné depuis longtemps par la randonnée, se spécialisant en météorologie, il avait adhéré à la Sociedad Catalana de Excursiones, société savante valorisant le patrimoine artistique, littéraire et scientifique de la Catalogne, où il croisa Santiago Rusiñol, et, à travers lui, d'autres ingénieurs et créateurs comme Alexandre de Riquer, Lluís Domènech i Montaner, Pompeu Fabra, Valentí Almirall, Jacint Verdaguer, Enric Clarasó (en), Ramón Canudas et Ramón Casas. L'engagement pro-catalan de cet organisme marquera profondément Miquel Utrillo.
Alors que son père s'installe à Madrid en 1882, les première années montmartoises de Miquel Utrillo sont marquées par la fréquentation assidue du cabaret Le Chat noir dirigé par Rodolphe Salis. Il rencontre Suzanne Valadon dont il devient l'amant. En 1883, elle met au monde un fils, Maurice, que Miquel mettra plusieurs années à reconnaître.
Miquel part vivre à Madrid à partir de 1885. Il fait ensuite partie de l'équipe des ingénieurs chargée de préparer l'Exposition universelle de 1888 à Barcelone. Il prend part à la construction d'une attraction appelée Panorama de Waterloo, qu'il avait déjà admiré en 1885 lors de l'Exposition internationale d'Anvers.

### Années de bohème parisiennes
En 1889, Miquel Utrillo est envoyé à Paris comme correspondant du journal La Vanguardia pour l'Exposition universelle de 1889. Demeuré dans la capitale française, il rejoint ses amis catalans dans une maison avec jardin située rue de l'Ouest, louée par Santiago Rusiñol, où vont et viennent Andreu Solà i Vidal, Canudas, Clarasó… Utrillo vit de son travail de critique d'art, il devient le chroniqueur de la vie parisienne pour ses lecteurs catalans. Vers juin 1890, Rusiñol quitte sa maison pour louer en octobre l'appartement du Moulin de la Galette qui partage avec Miquel Utrillo, Ramon Casas et Ramon Canudas. Miquel Utrillo finit par revoir Suzanne Valadon et reconnaître son fils, qui porte désormais le nom de Maurice Utrillo Valadon, mais les disputes entre les deux amants sont fréquentes.
En 1891, il présente un spectacle de théâtre d'ombres à l'auberge Le Clou, avenue Trudaine, que Rusiñol estime inspiré de ceux donnés jadis au Chat noir. La musique qui l'accompagne est souvent jouée au piano par Erik Satie, qui, bientôt, devient l'amant de Suzanne Valadon. Rompant définitivement avec cette dernière, Miquel Utrillo prend la décision de partir à Chicago, pour participer à l'Exposition universelle de 1893, dans le cadre d'un stand présenté sous le nom de « Théâtre des ombres parisiennes », codirigé par Léon-Charles Marot (né en 1858). Mais Utrillo ne se plaît pas à Chicago. En mars 1895, il est de nouveau à Paris, vivant dans l'appartement de Rusiñol, quai de Bourbon.

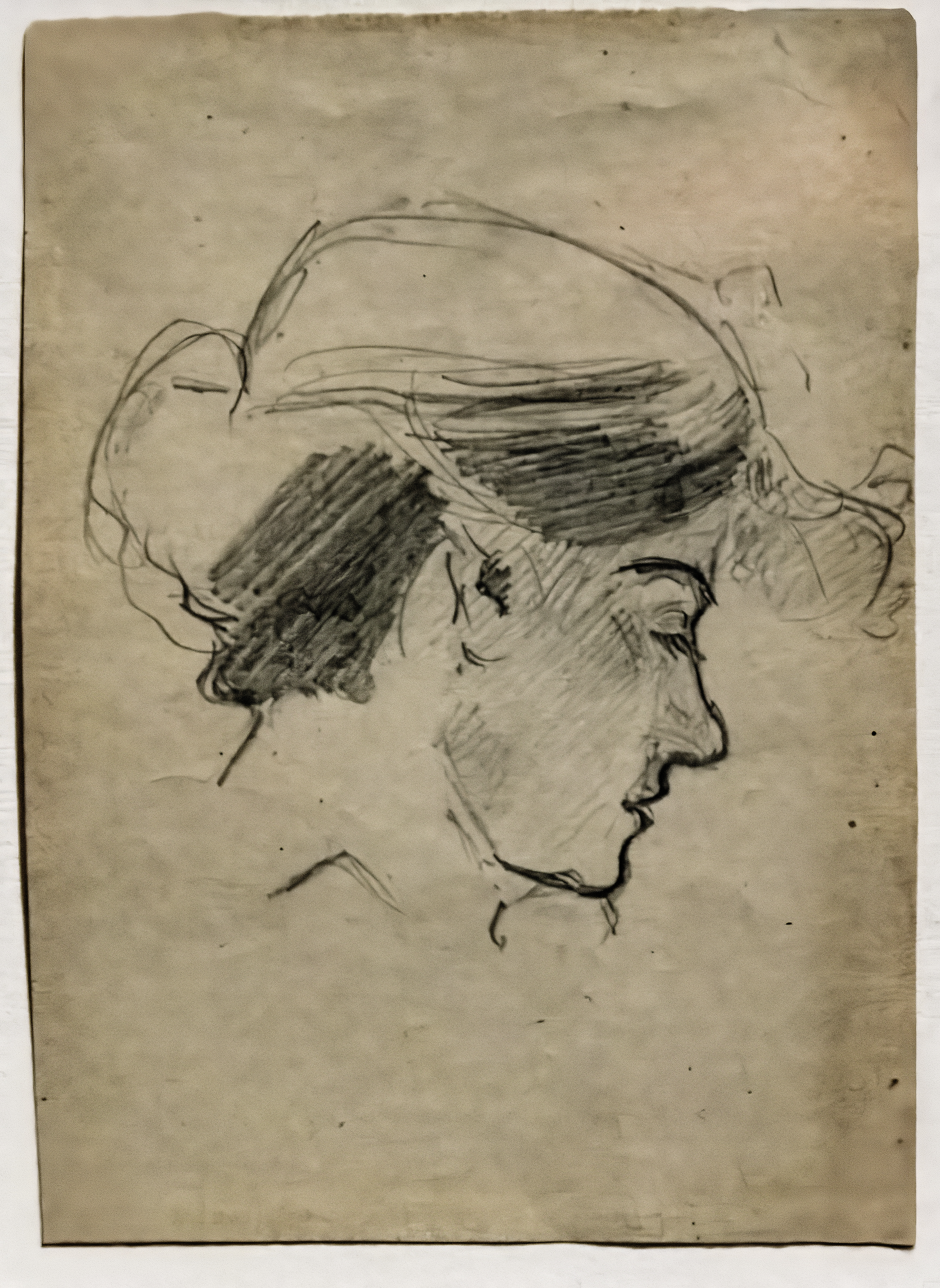
Portrait de Suzanne Valadon (1889-1892) Biblioteca Santiago Rusinol, Sitges
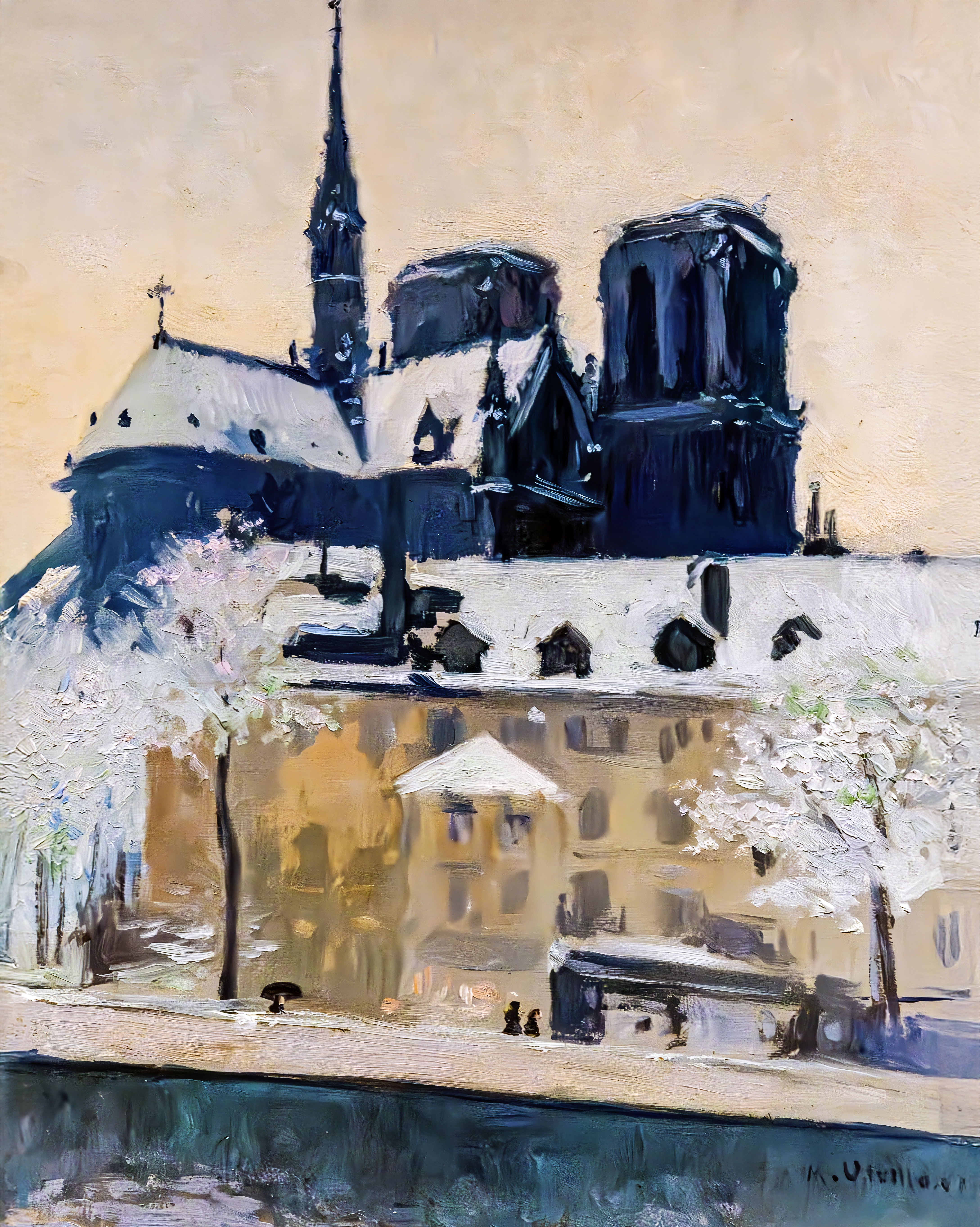
Vista de l'absis de Notre Dame de París, sota la neu (1894-1895), Sitges, musée Cau Ferrat.
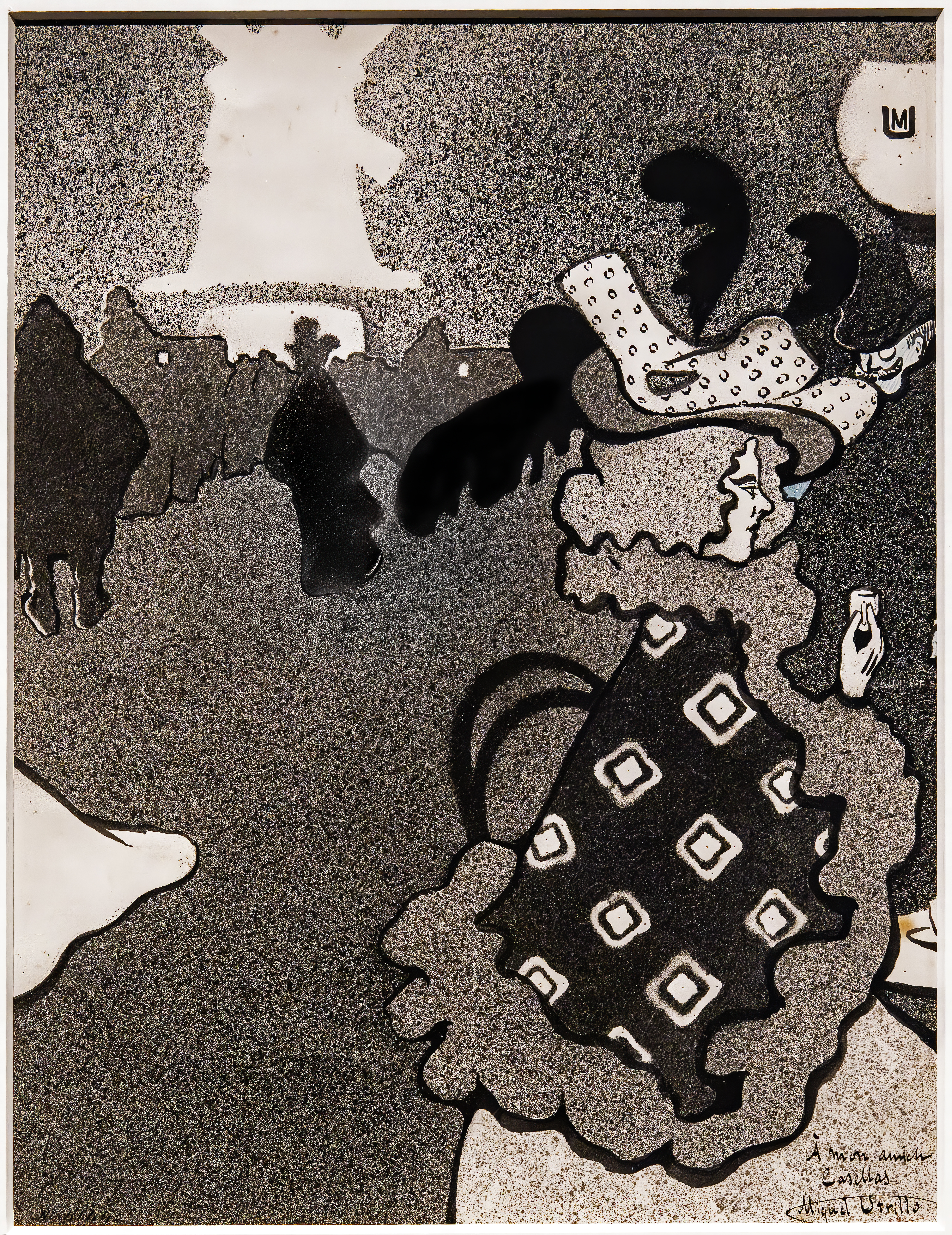
Episode du jour de l'an à Paris (japoneria) (1896), Musée national d'Art de Catalogne

### L'étape moderniste
Avec Rusiñol commence alors l'aventure du Cau Ferrat, près de Sitges : en juin 1895, Utrillo s'y installe avec son ami, rejoint par d'autres artistes et formant une communauté très active. Utrillo y développe ses talents de dessinateur, peintre et scénographe, sans oublier de produire de nombreux textes, essentiellement de la critique d'art, en partie pour La Vanguardia, pour laquelle il produit en 1895 et 1896 une série de reportages des plus beaux musées et des plus belles villes espagnols, illustrés par Rusiñol. En 1896, il présente une toile intitulée Cau Ferrat, au Salon de la Société nationale des beaux-arts à Paris. De retour à Cau Ferrat, la communauté artistique y célèbre les musiciens proches du courant symboliste par une série de concerts. Certains membres du groupe du Safran les rejoignent, ainsi que Ramon Casas. 
Durant ces années, les activités artistiques d'Utrillo s'inscrivent profondément dans le modernisme catalan. Le collectif lancent les Festes modernistes de Sitges, qui voit chaque année la présentation de nombreux événements. Ainsi, Jaume Massó i Torrents écrit le livret d'un opéra La Fada, sur une musique d'Enric Morera, qu'Utrillo, Rusiñol et Anton Mirabent vont scénographier dans le cadre des rencontres festives de Sitges. Par ailleurs, Utrillo se charge de la conception des affiches. Puis, Rusiñol, à son tour, écrit le livret d'un opéra, Oracions (1897), que Morera met en musique, et qu'Utrillo illustre et scénographie. 
Utrillo travaille aussi pour le poète et traducteur Joan Maragall, illustrant et scénographiant la représentation de l'Iphigénie en Tauride créée au parc du Labyrinthe d'Horta (Barcelone). Utrillo, pour les décors, se révélant proche de l'univers de Puvis de Chavannes, tout en affirmant progressivement une personnalité toute ancrée dans les couleurs et l'atmosphère méditerranéenne.
À partir de juin 1897, ouvre à Barcelone le cabaret Els Quatre Gats : financé par Pere Romeu, l'équipe artistique est complétée de Ramon Casas, Santiago Rusiñol et Utrillo qui y présente son théâtre d'ombres, dont un spectacle appelé Sombras. Il participe également au périodique hebdomadaire illustrée Quatre Gats qui comptera 15 livraisons, auquel succède Pèl & Ploma (en) (1899-1903) où, avec Ramon Casas, ils affirment les valeurs du noucentisme. En décembre 1903, sabordant la revue, le duo d'artistes décident de fonder Forma, une ambitieuse revue qui perdure jusqu'en 1908.

Théâtre des ombres Parisiennes (1890); peinture originale, Centre national d'art et de culture Georges-Pompidou.
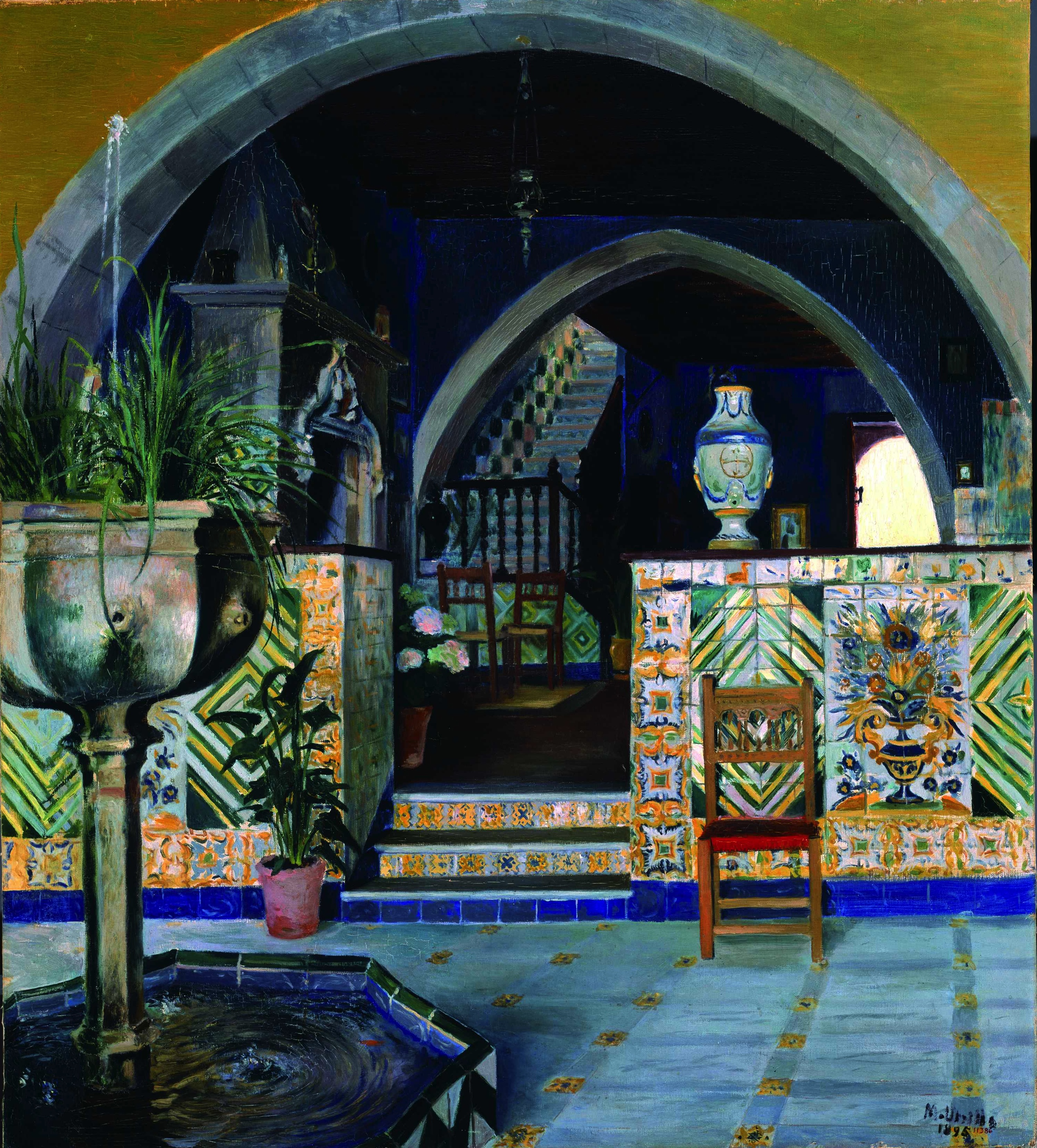
Miquel Utrillo, Interior del Cau Ferrat (1895), Sitges, Fundació Stämpfli[4].

### Maricel
L'aventure collective et artistique de Cau Ferrat avait attiré de nombreuses personnalités. Peu avant 1910, le collectionneur et mécène franco-américain Charles Deering (1852-1927) charge Utrillo de concevoir pour abriter ses collections une vaste résidence située dans la région de Sitges. Pour cela, Deering se porte acquéreur de l'ancien hôpital Saint-Jean-Baptiste, datant du Haut Moyen Âge. Utrillo va y travailler jusqu'en 1919, transformant le lieu tout en intégrant au projet les parties les plus anciennes. Il baptise cette opération Maricel, en hommage au poète Àngel Guimerà. En 1921, un scandale éclate entre Deering, Casas et Utrillo. L'Américain accuse certains fournisseurs d'avoir abusé de sa confiance et quitte les lieux. Par ailleurs, Utrillo se voit accusé d'avoir subtilisé certaines parties anciennes de la résidence à son profit. La polémique n'a jamais été clarifiée. Le lieu est devenu un musée en 1970.
Durant ces vingt années assez fastes, Utrillo s'est marié et a continué à promouvoir de nombreux artistes, dont Joaquím Sunyer qu'il désigne comme le peintre le plus emblématique du noucentisme. En 1916, il est l'un des co-organisateur de l'exposition des Arts français à Barcelone, ce qui lui vaut la Légion d'honneur.

### Dernières années
La réputation d'Utrillo a été entachée par l'affaire Deering, mais c'est aussi la crise économique espagnole qui affecte profondément le niveau de vie du créateur. Il réussit cependant à participer aux préparatifs de l'Exposition universelle de 1929 de Barcelone, travaillant entre autres sur le concept du Poble espanyol : pendant plusieurs décennies, la paternité lui en a été contestée, mais désormais une plaque indique que l'idée de ce projet est bien venue d'Utrillo.
En 1930, son ami Santiago Rusiñol décide de transformer Cau Ferrat en musée public et de réhabiliter la mémoire d'Utrillo, qui est chargé d'écrire l'histoire de cette communauté artistique, laquelle ne sera publiée qu'à titre posthume : il meurt le 20 janvier 1934 à Sitges, après avoir perdu Rusiñol en 1931 puis sa compagne Lola en 1932.